# Сакра-ді-Сан-Мікеле
Сакра-ді-Сан-Мікеле (італ. Sacra di San Michele), або точніше К'юзанське абатство Святого Михаїла (італ. Abbazia di San Michele della Chiusa) — релігійний архітектурний комплекс, розташований на вершині гори Піркіріано на вході до долини Сузи, в регіоні Турин, П'ємонт, на територіях муніципалітетів Сант-Амброджіо-ді-Туріно та К'юза-ді-Сан-Мікеле, трохи вище села Сан-П'єтро.
Розташований на величній основі висотою 26 метрів на висоті 960 метрів над рівнем моря на вершині гори Піркіріано на межі між Коттськими Альпами та долиною По, є символом П'ємонту та однією з найвидатніших релігійних споруд цієї альпійської території, що належить Сузькій єпархії, перша зупинка на італійській території відомого середньовічного трансальпійського торгового та паломницького шляху Via Francigena.
З XII по XV століття абатство досягло свого максимального історичного блиску і стало одним з головних центрів бенедиктинської духовності в Італії. В 1622 році майже повністю закинуте абатство було ліквідоване. У XIX столітті там було засновано громаду отців Росмінян. У 2015 році пам'ятка стала одним із переможців всесвітнього фотоконкурсу Вікі любить пам'ятки.
У ніч на 24 січня 2018 року Старий монастир Сакра зазнав значних пошкоджень внаслідок пожежі, що сталася на даху, не зачепивши архітектурно найважливішої частини, яка потребує капітального відновлення. Споруда абатства значною мірою надихнула Умберто Еко на створення історичного роману «Ім'я троянди».

## Історія

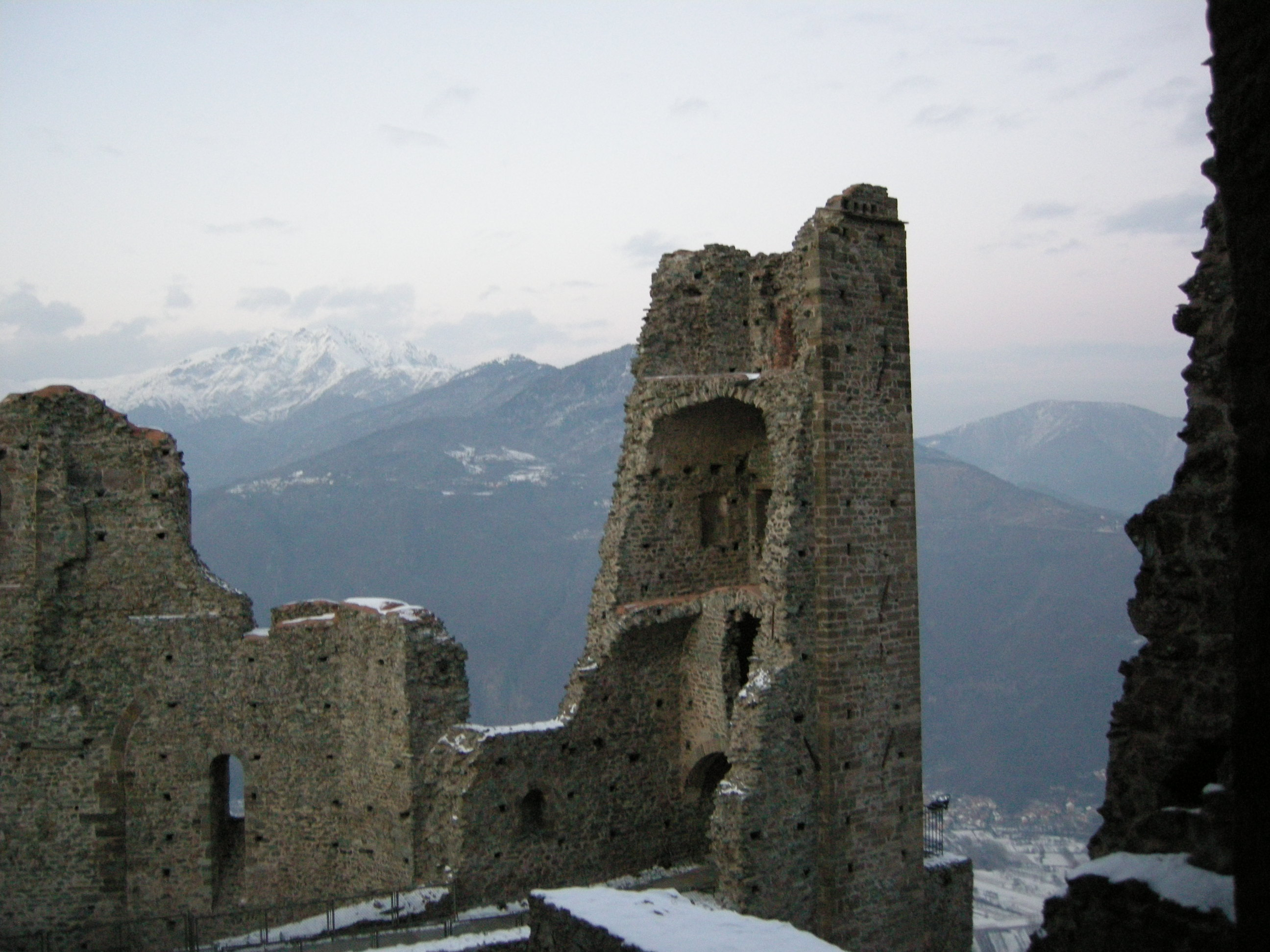
Torre della Bell'Alda і руїни Нового монастиря.

Вже в римські часи на місці абатства був військовий каструм для контролю одного з головних римських шляхів до Галлії. Як згадка про цей період збереглася могильна плита римської родини Суріо Клементе, що жила тут у I столітті нашої ери.
Після завоювання Італії лангобардами в VI столітті, римський каструм використовувався лангобардами для охорони від нападів франків. Культ Архангела Михаїла, який сповідували лангобарди, успадкував імператор Фрідріх I Барбаросса, який передав його своєму племіннику Фрідріху II Гогенштауфену, який, у свою чергу, поширив його на королівство та імперію. Поширеною є гіпотеза, що культ Архангела Михаїла вже був присутній у долині Сузи починаючи приблизно з VI століття, періоду, коли на місці абатства була зведена невелика каплиця, присвячена Архангелу.

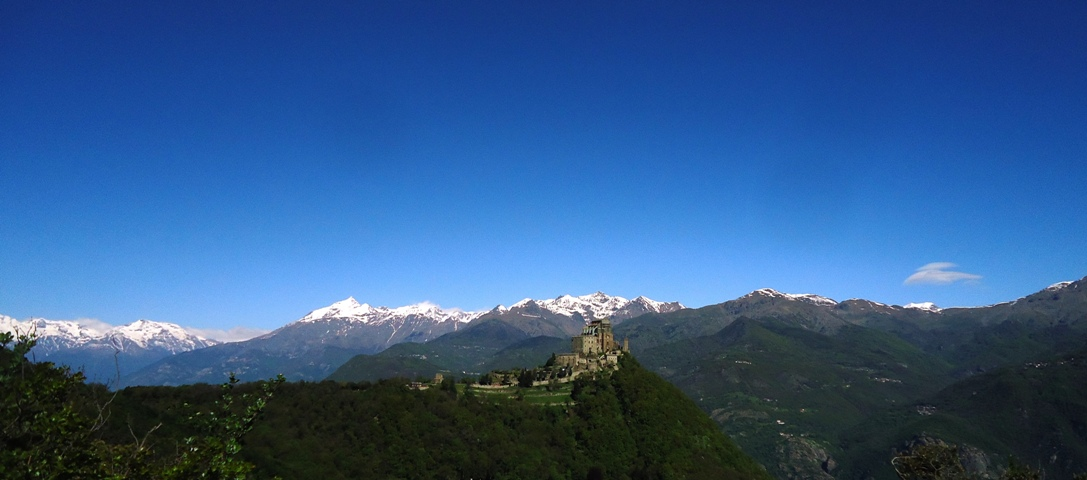
Сакра-ді-Сан-Мікеле на горі Піркіріано; на задньому плані гори Долини Сузи.

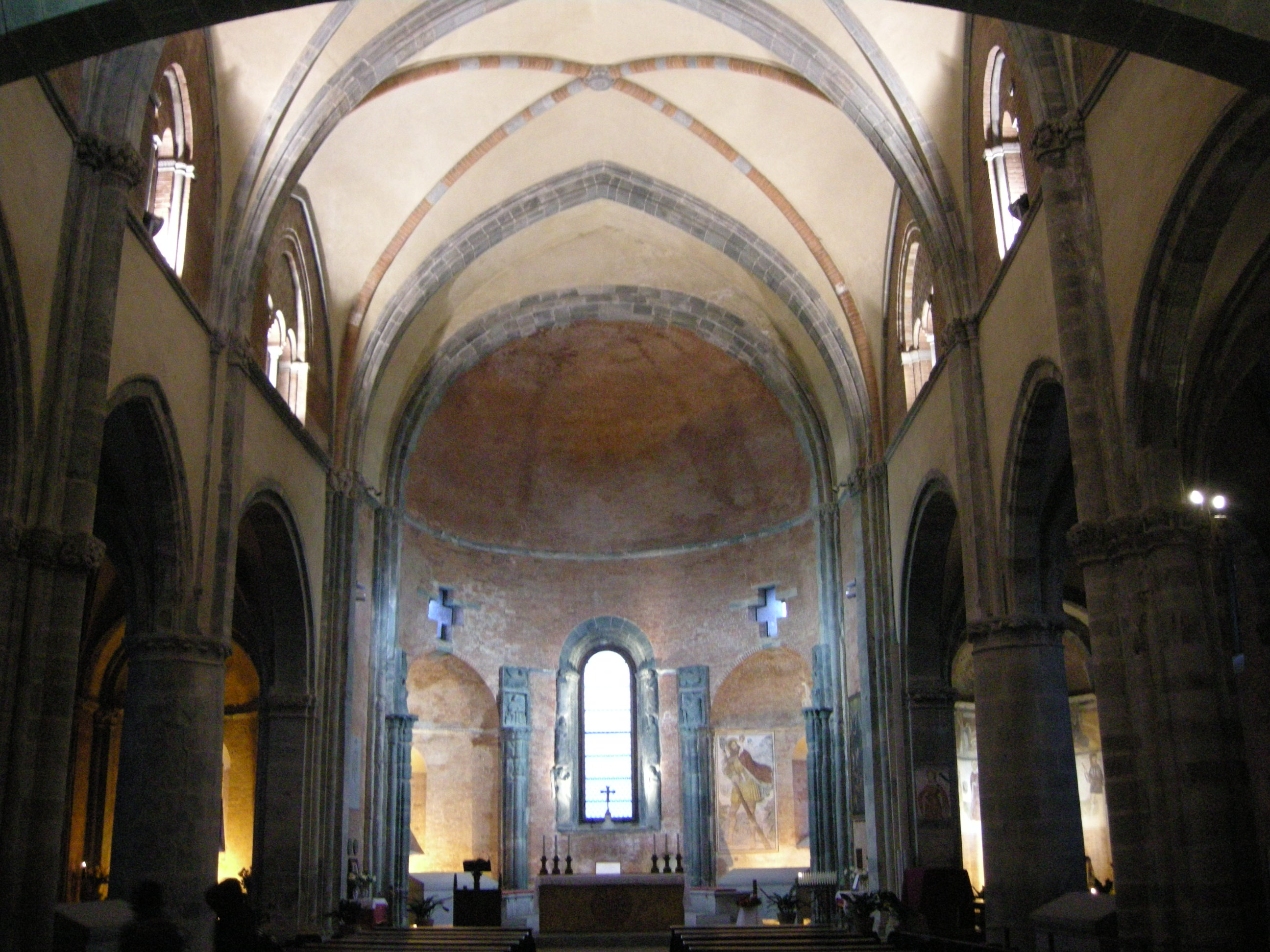
Інтер'єр церкви.

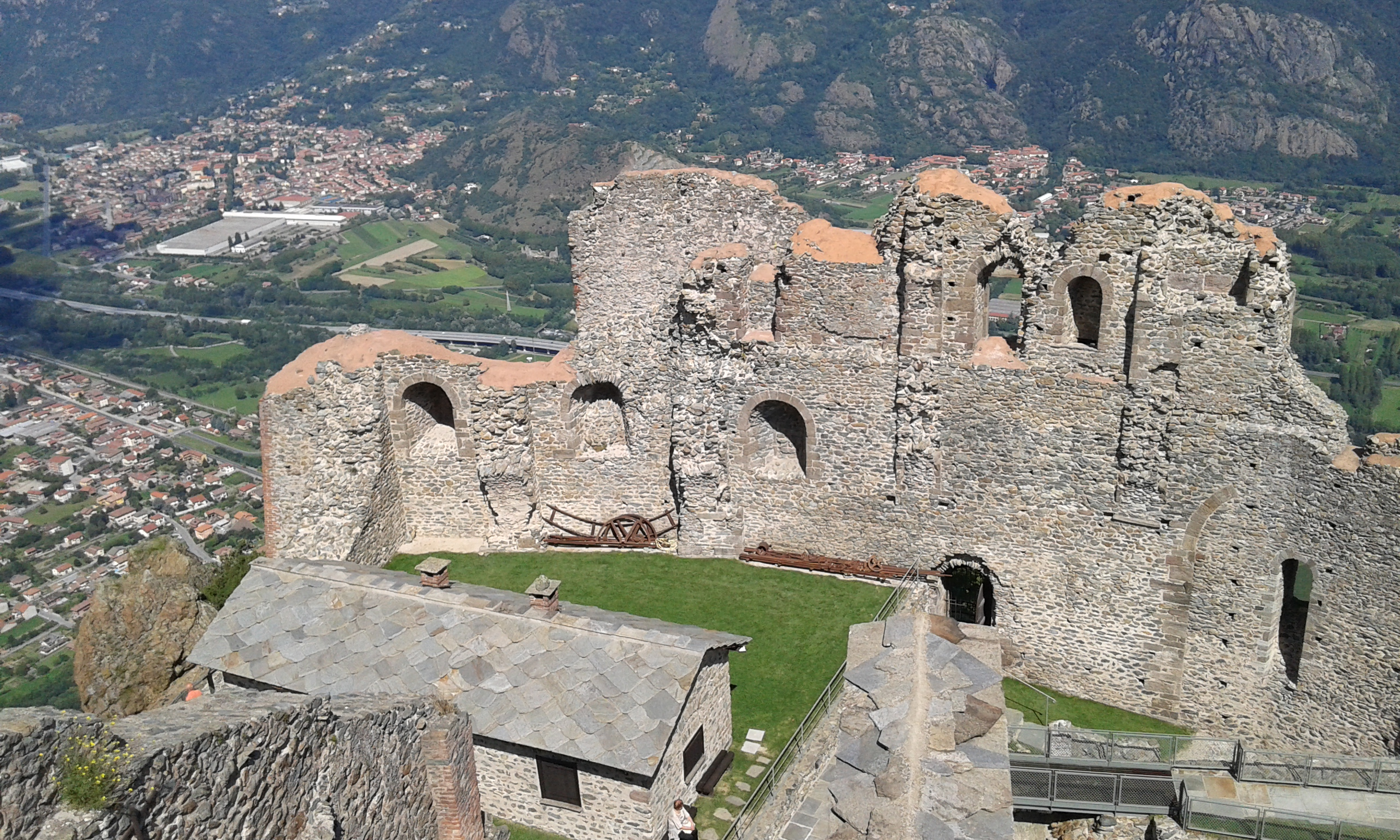
Руїни так званого Нового монастиря на північно-західній стороні.

З середини XI століття абатством опікуються бенедиктинці, які змогли поступово розвинути його духовне значення, надаючи захист населенню цього району і притулок паломникам. У цей період був побудований відокремлений від монастиря гостьовий дім, здатний вмістити численних паломників, які мандрували по Via Francigena через перевал Мон-Сені і піднімалися в абатство, щоб знайти в ньому фізичне та духовне підкріплення.

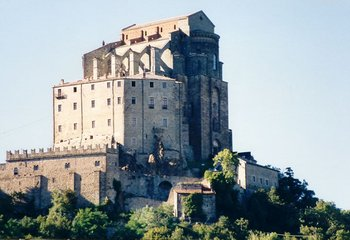
Унизу ліворуч гостьовий будинок, монастир у центрі та церква вгорі.

Північна частина комплексу, нині в руїнах, була побудована в XII столітті як «Новий монастир», до якого були додані всі необхідні споруди для життя багатьох десятків ченців: келії, бібліотека, кухні, трапезна, майстерні. У 1629 році монастир зазнав часткового занепаду через шкоду, завдану французькими військами генерала Ніколя де Катіна. Подальша руйнація відбулась під час облоги Турина в 1706 році. Від цієї частини сьогодні залишилися лише руїни, які виходять на Валь-ді-Суза: це, мабуть, була п'ятиповерхова будівля, велич якої можна уявити по залишках стін, арок і колон, частково збережених досьогодні.
У 1622 році кардинал Мауріціо Савойський переконав Папу Григорія XV ліквідувати монастир, у якому на той час перебували лише три монахи, таким чином поклавши край багатовіковому бенедиктинському управлінню цим місцем. Останній дохід був призначений на будівництво Соборної церкви канонів церкви Сан-Лоренцо, поблизу Джавено, за кілька кілометрів на південь, яка замінила померлих ченців у їхніх зобов'язаннях щодо утримання монастиря. Однак через кілька років Соборна церква не змогла впоратися з величезними витратами на утримання Сакри, яка майже два століття залишалася в занедбаному стані.

У 1803 році під тиском Наполеона папа Пій VII розпустив Колегію канонів Сакра папською буллою і, але той же понтифік відновив колегію після повернення з французького полону. 1817 р. з папською буллою Beati Petri Apostolorum Principis від 17 липня.

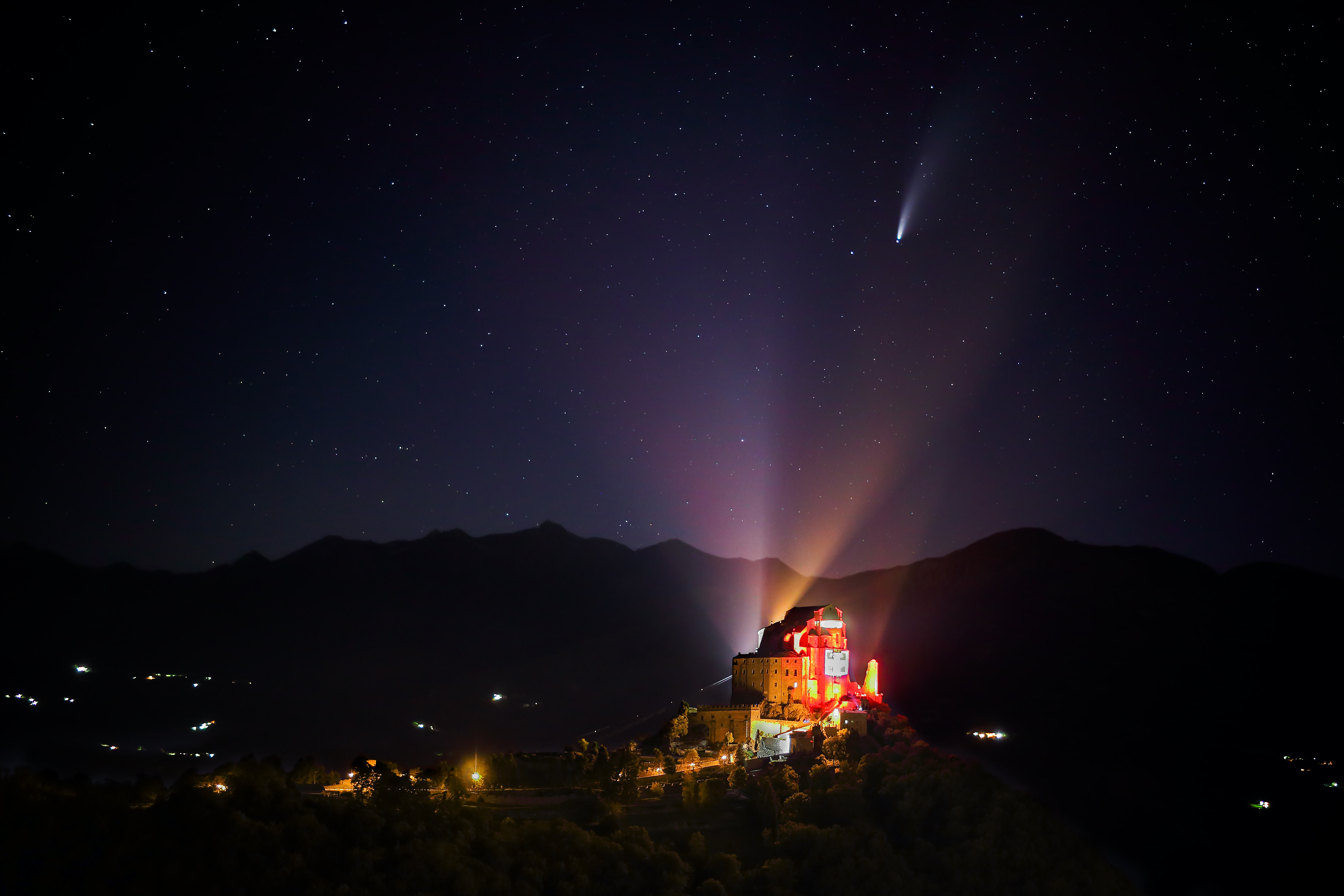
Сакра-ді-Сан-Мікеле та комета Неовайз влітку 2020 року.

У 1836 році Карло Альберт Савойський, прагнучи відродити престиж П'ємонтської церкви та його сім'ї, вирішив заснувати релігійну конгрегацію на постійній основі. Він запропонував роботу Антоніо Росміні, молодому засновнику Інституту милосердя, який погодився там оселитися.

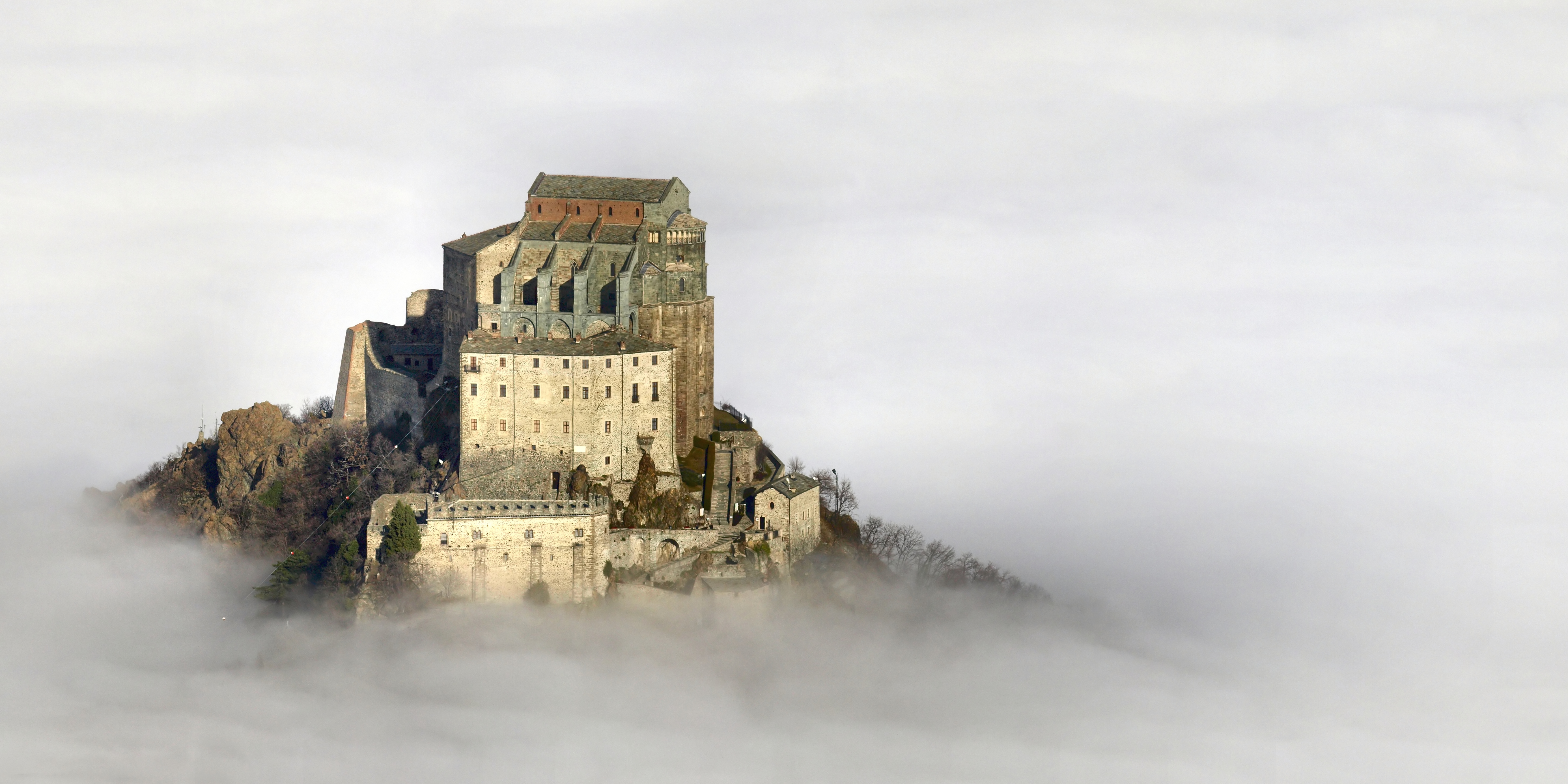

Папа Григорій XVI з доповіддю від серпня 1836 року призначив отців Росмінії розпорядниками священних і збережених абатських доходів. У той же час король довірив їм тіла двадцяти чотирьох королівських осіб Савойського дому, перенесені з Туринського собору, нині поховані в церкві в важких кам'яних саркофагах. Для перевезення масивних кам'яних саркофагів в гори було прокладено спеціальну дорогу, що отримала назву «Шлях князів». В монастир перевезли 16 саркофагів представників Савойського дому, зокрема Маргарити Валуа, дочки Франциска I і дружини Еммануїла Філіберта; герцога Франциска Гіацинта, що помер в дитячому віці, Марії Джованни Савойської, матері Віктора-Амедея II, першого короля Сардинії та кардинала Мауріціо Савойського.

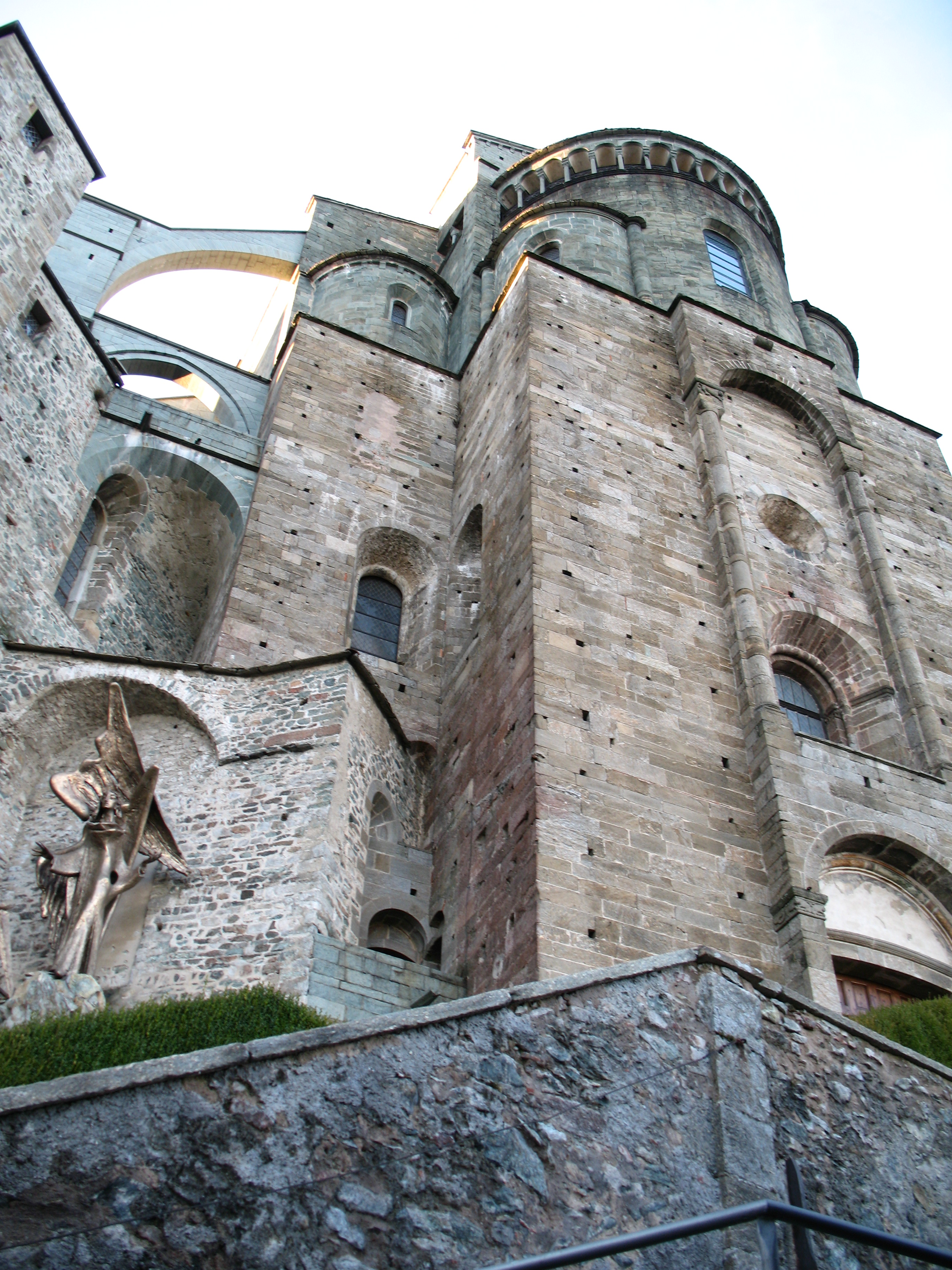
Центральна будівля абатства: унизу зліва, на скелі між монастирем і церквою, бронзова статуя св. Архангела Михаїла, створена в 2005 році південно-тирольським скульптором Полом Мородером.

Сакра-ді-Сан-Мікеле користувалася привілеєм abbatia nullius, тобто звільненням від юрисдикції єпископа, протягом багатьох століть, коли була ліквідована в 1803 році під час наполеонівського періоду. У 1817 році абатство було відновлено, але втратило світський привілей за велінням Пія VII і було включено до Сузької єпархії.

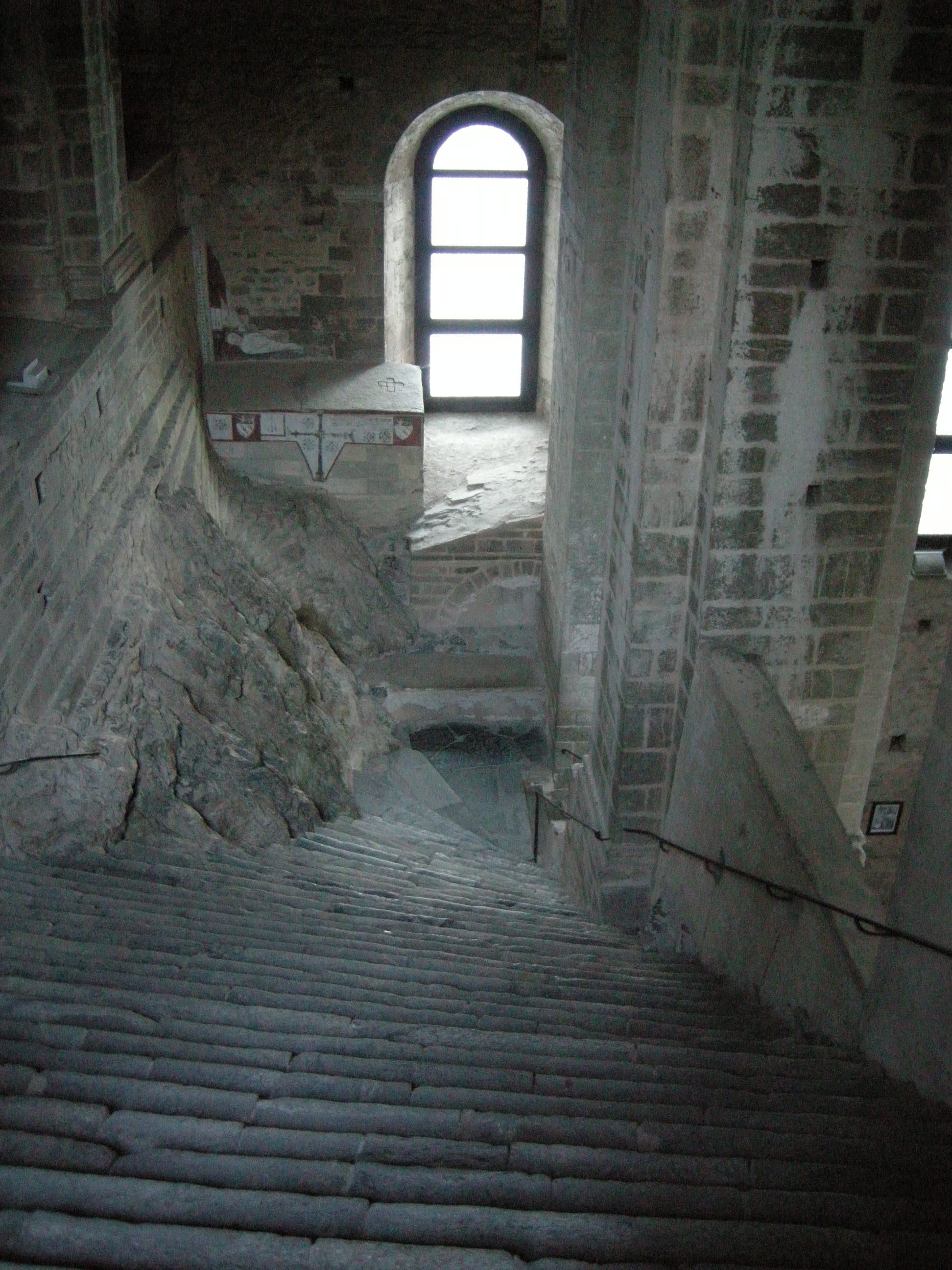
До входу в церкву ведуть круті та суворі сходи мертвих, збудовані із зеленого каменю посеред виступаючих скель.

Тут основоположними були архітектурні інтервенції відновлення та доповнення неороманських елементів, яких хотів Альфредо д'Андраде, здійснені на рубежі XIX та XX століть, такі як сходи та льотні контрфорси на південній частині. Відтоді Сакра залишалася тихим місцем молитви та медитації, за винятком короткого періоду в травні 1944 року, де вона була ареною загрозливого обшуку німецькими окупантами під час Другої світової війни.
У 1980 році письменник Умберто Еко був частково натхненний цим бенедиктинським абатством, щоб створити свій найвідоміший роман «Ім'я рози». Спочатку також пропонувалося зняти сцени однойменного фільму Жана-Жака Анно в 1985 році, який потім був відхилений продюсерами фільму через високі витрати.
Також варто згадати роман Марчелло Сімоні 2011 року «Проклятий книготорговець», подія якого частково розгортається тут. Інші реставрації комплексу проводилися протягом 80-х і 90-х років. Особливе значення мав візит Папи Івана Павла II 14 липня 1991 року під час його візиту до єпархії Суза для беатифікації єпископа Едоардо Джузеппе Розаза.
У 2016 році розпочато подальший проєкт реструктуризації та розширення всієї території з покращенням супутніх туристичних послуг. 15 березня 2017 року в Circolo dei Lettore в Турині громадськості представили кандидатуру абатства як об'єкта Всесвітньої спадщини ЮНЕСКО в рамках серійного сайту «Культурний ландшафт бенедиктинських поселень у середньовічній Італії». Увечері 24 січня 2018 року через ймовірне коротке замикання загорілася частина даху монастиря. Втручанням пожежної охорони, яке тривало кілька годин, вдалося локалізувати полум'я та обмежити збитки. Ніхто не причетний і не постраждав.

## Хронотаксис настоятелів

### Ігумени-ченці
З моменту свого виникнення до 1380 р. було 27 монастирських настоятелів, нижче наведено список деяких з періодом регентства абатства :
- Адверто (999—1002)
- Бенедикт І (1002—1045)
- Петро I (1045—1066)
- Бенедикт II (1066—1091)
- Вільгельм I (1091—1095)
- Ерменегальдо (1095—1124)
- Гауфрідо (1124—1142)
- Боніфацій I (1142—1148)
- Стефан (1148—1170)
- Бенедикт III (1170—1200)
- Петро II (1200—1227)
- Ілля (1227—1239)
- Матвій (1239—1244)
- Вільгельм II де ла Шамбр (1244—1261)
- Декано (1261—1283)
- Раймондо (1283—1292)
- Меморіальна дошка з могили Суріо Клементе, сина Могеціо Суріо та Орбіа Вібіа, та його дружини Аурелії Кварти.Річард (1292—1298)
- Андреа (1298—1308)
- Антоній (1308—1310)

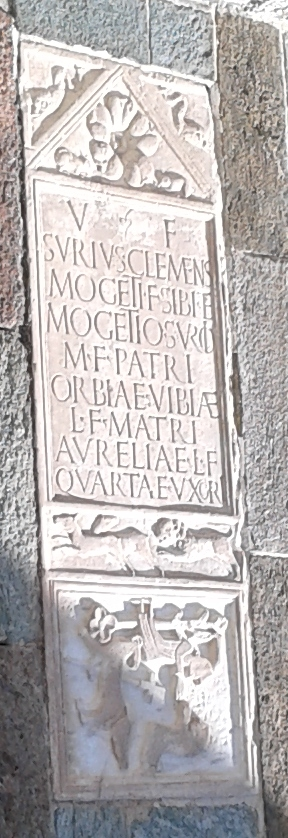
Меморіальна дошка з могили Суріо Клементе, сина Могеціо Суріо та Орбіа Вібіа, та його дружини Аурелії Кварти.

- Вільгельм III Савойський (1310—1325)
- Рудольф з Момбелло (1325—1359)
- Угоне з Марбоско (1359—1361)
- Джеймс (1361—1362)
- Петро з Фонгерета (1362—1379)

### Похвальні настоятелі
З 1381 по 1826 рік абатством керували 26 похвальних абатів:
- Гвідо ді Саорджіо (1381—1391)
- Вільгельм Шалантський — єпископ (1391—1408)
- Амедео ді Монмайор — єпископ (1408—1411)
- Антоніо ді Шаллан — кардинал (1411—1421)
- Джованні Сейтур'є — радник Амедея VIII (1421—1446)
- Вільгельм Вараксський — єпископ (1446—1461)
- Іван Варакс — єпископ (1461—1503)
- Міоланський Урбан — єпископ (1503—1522)
- Джованні Баттіста Паллавічіні — кардинал (1522—1535)
- Боніфаціо Ферреро — кардинал (1535—1535)
- Філіберто Ферреро — кардинал (1535—1538)
- Франческо Ферреро — кардинал (1538—1549)
- Філіберто Ферреро — кардинал (1549—1560)
- Гвідо Ферреро — кардинал (1560—1585)
- Мікеле Бонеллі — кардинал (1585—1598)
- Лоренцо Капрі — граф і губернатор Туринської цитаделі (1598—1603)
- Емануель Філіберто — наслідний принц (1603—1604)
- Джованні Ботеро — пресвітер (1604—1611)
- Моріс Савойський — кардинал (1611—1642)
- Антоній Савойський — генерал (1642—1698)
- Євген Савойський Суассон — генерал (1698—1736)
  - Вакантний (1736—1742)
- Джованні Мілло — кардинал (1742—1757)
  - Вакантний (1757—1759)
- Гвідобоно Кавальчіні — кардинал (1759—1774)
  - Вакантний (1774—1777)
- Сигізмунд Герділь — кардинал (1777—1818[23])
- Чезаре Гарретті з графів Феррере — дворянин (1818—1826)
- Джузеппе Качерано з графів Брікеразіо — дворянин (1826)

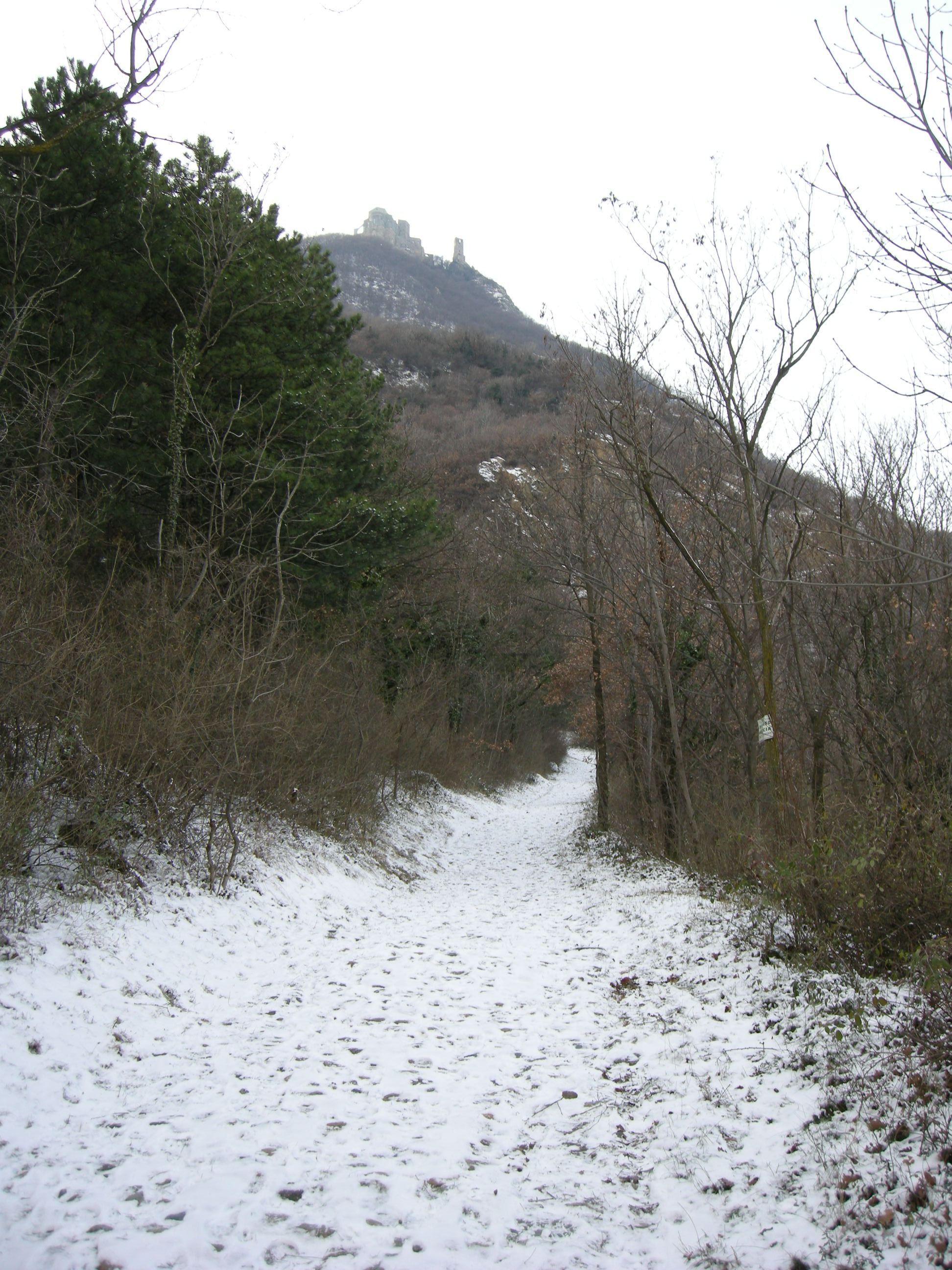
Доріжка для мулів, що веде від Сант-Амброджо до абатства.

### Росмінянські ректори
- Андреа Алотто (1943—1946)
- Андреа Алотто (1951—1984) (вдруге)
- Анджело Джупоні (1984—1990)
- Антоніо Сальваторі (1990—2003)
- Джузеппе Багаттіні (2003—2018)
- Папа Клаудіо Массіміліано (з 2018)

## Галерея

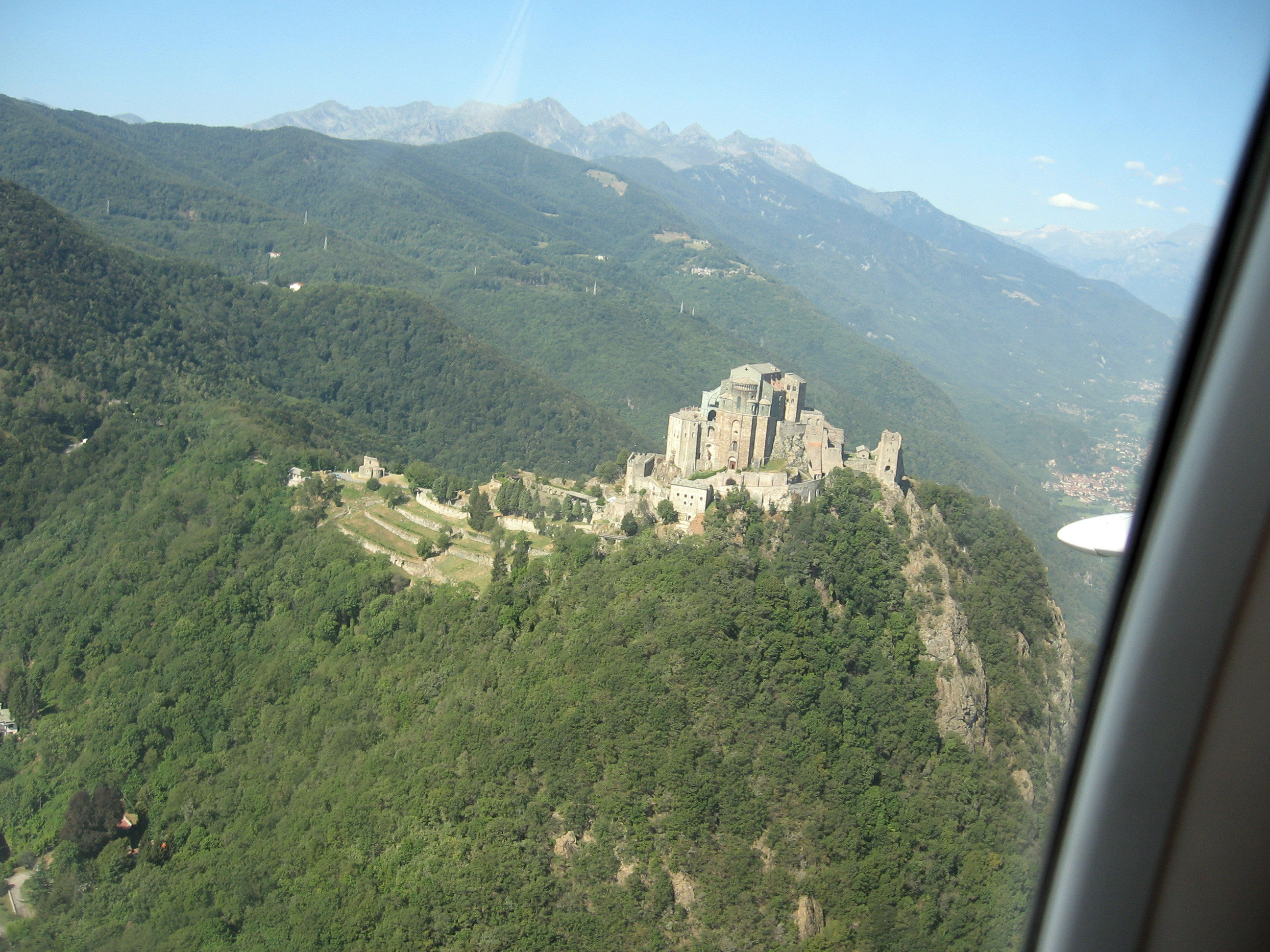
Вид з повітря спереду
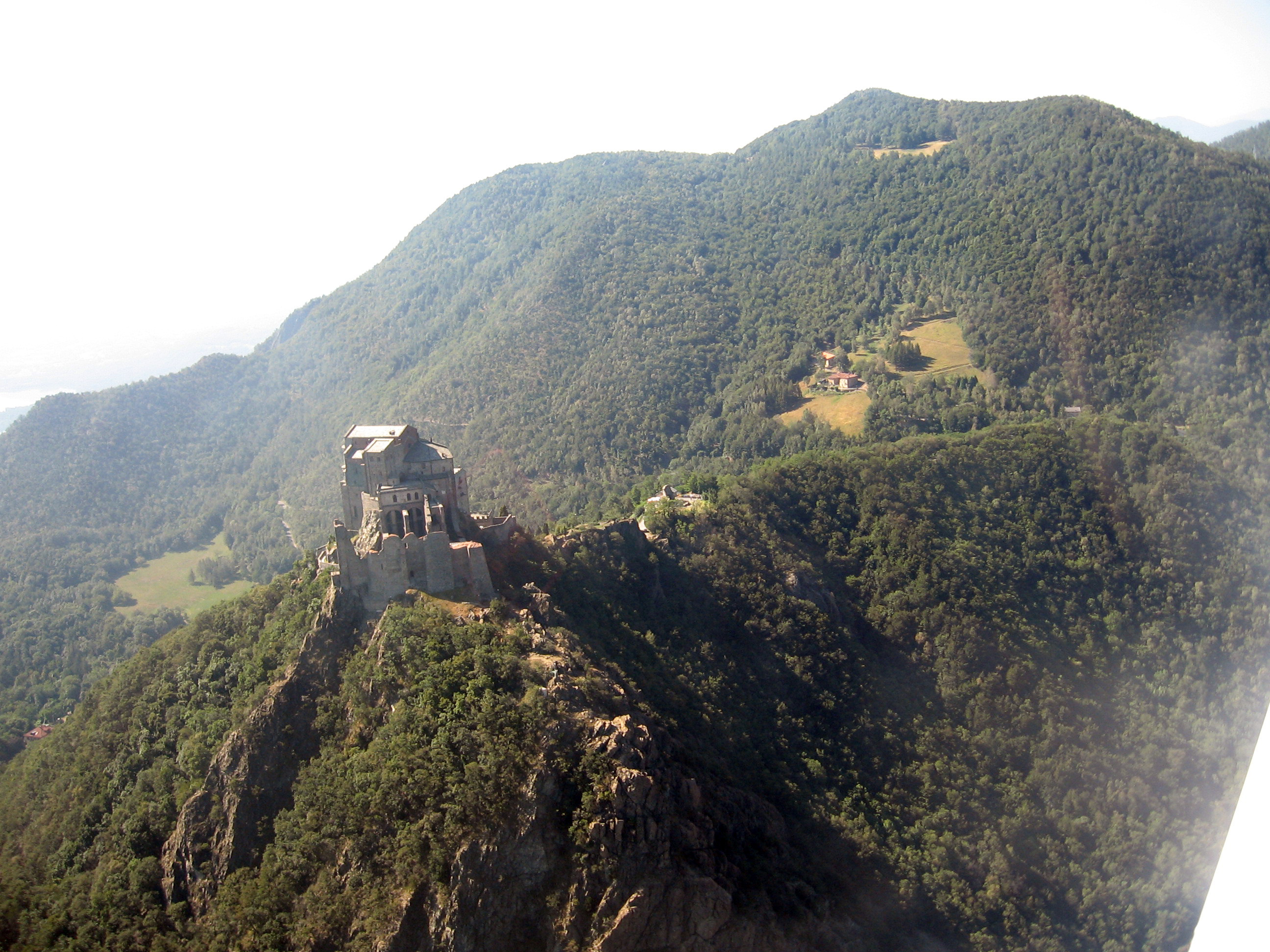
Вид збоку
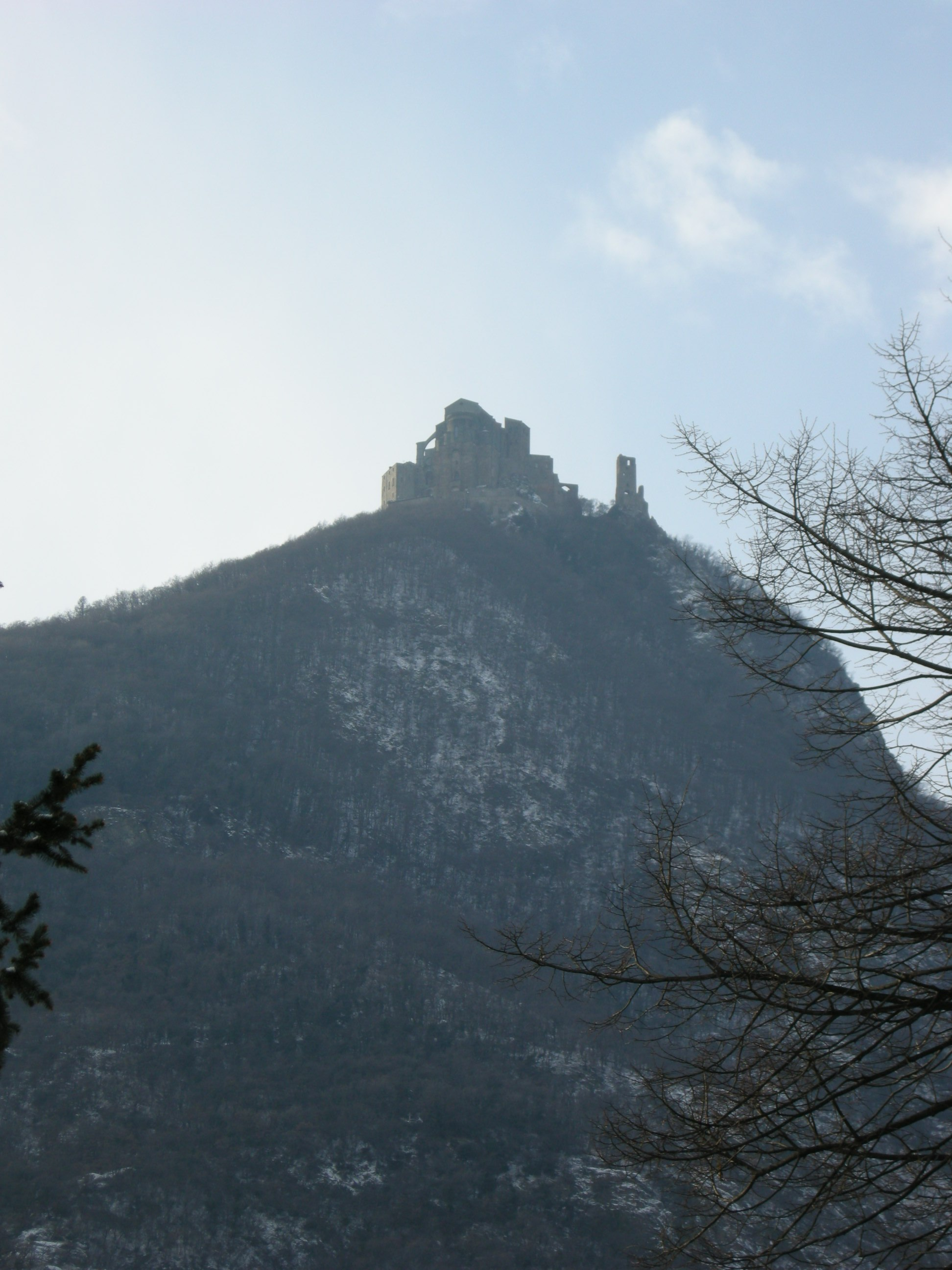
Vista dalla valle
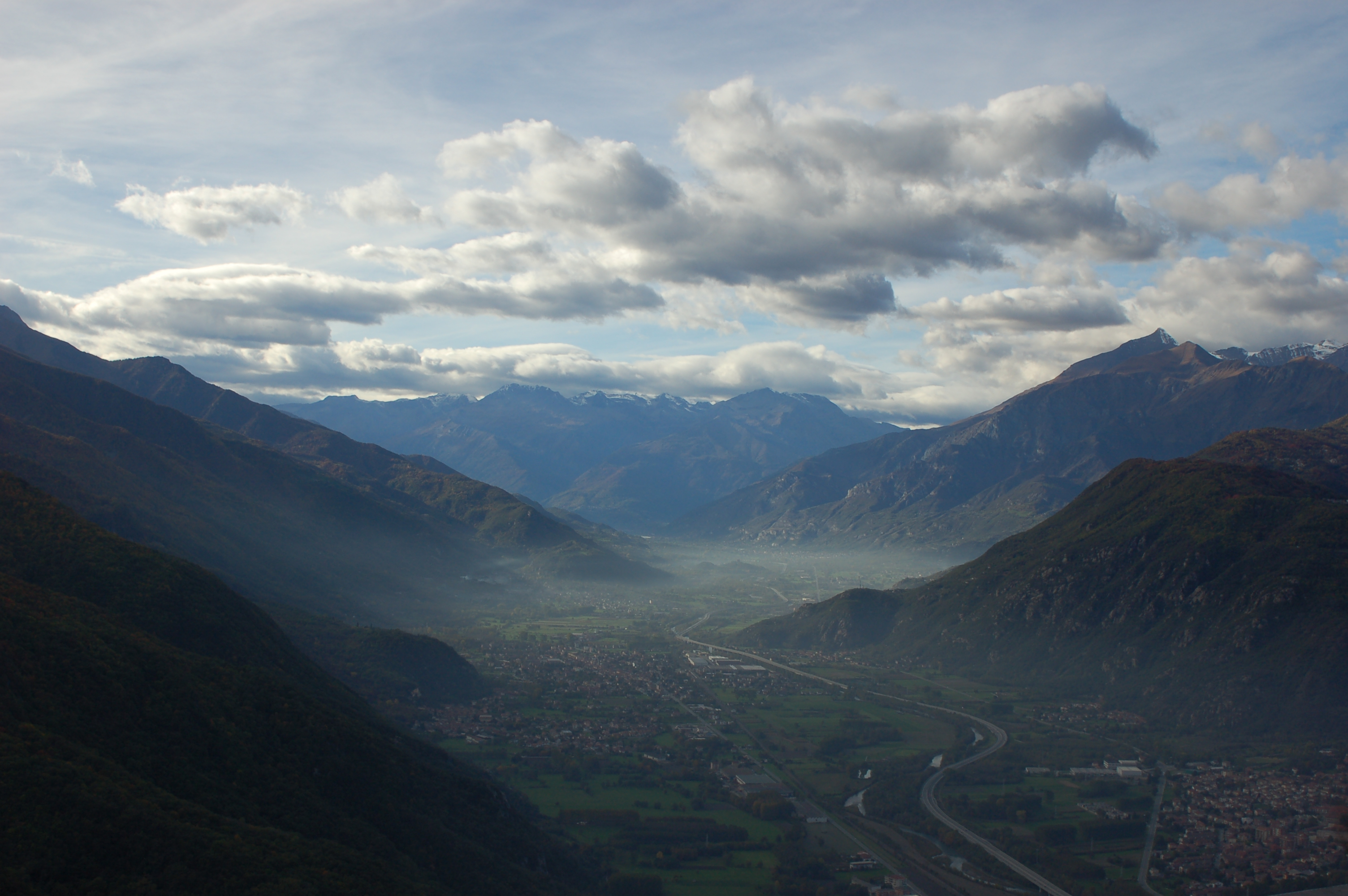
Veduta della val di Susa dalla sacra
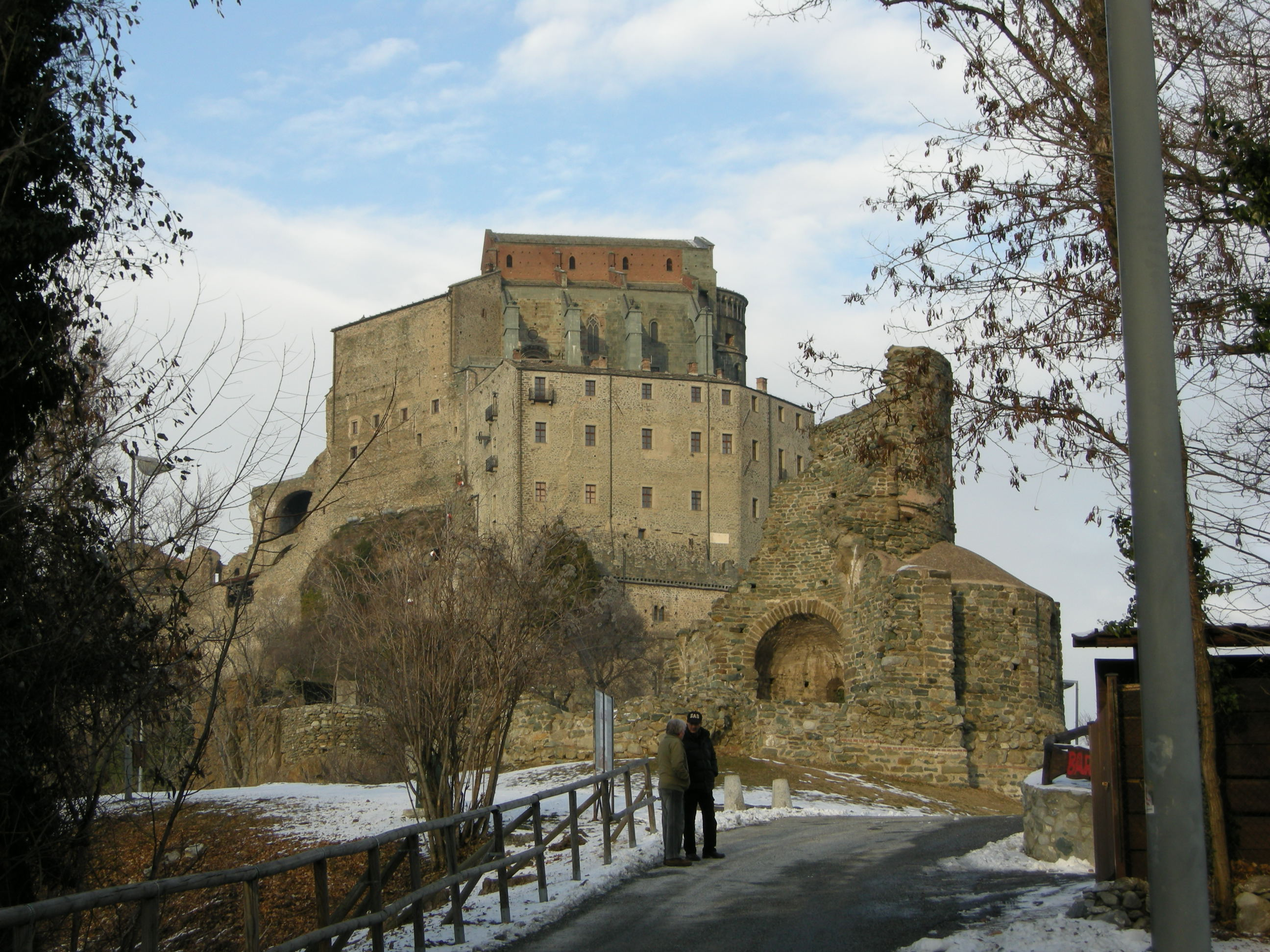
Загальний вигляд
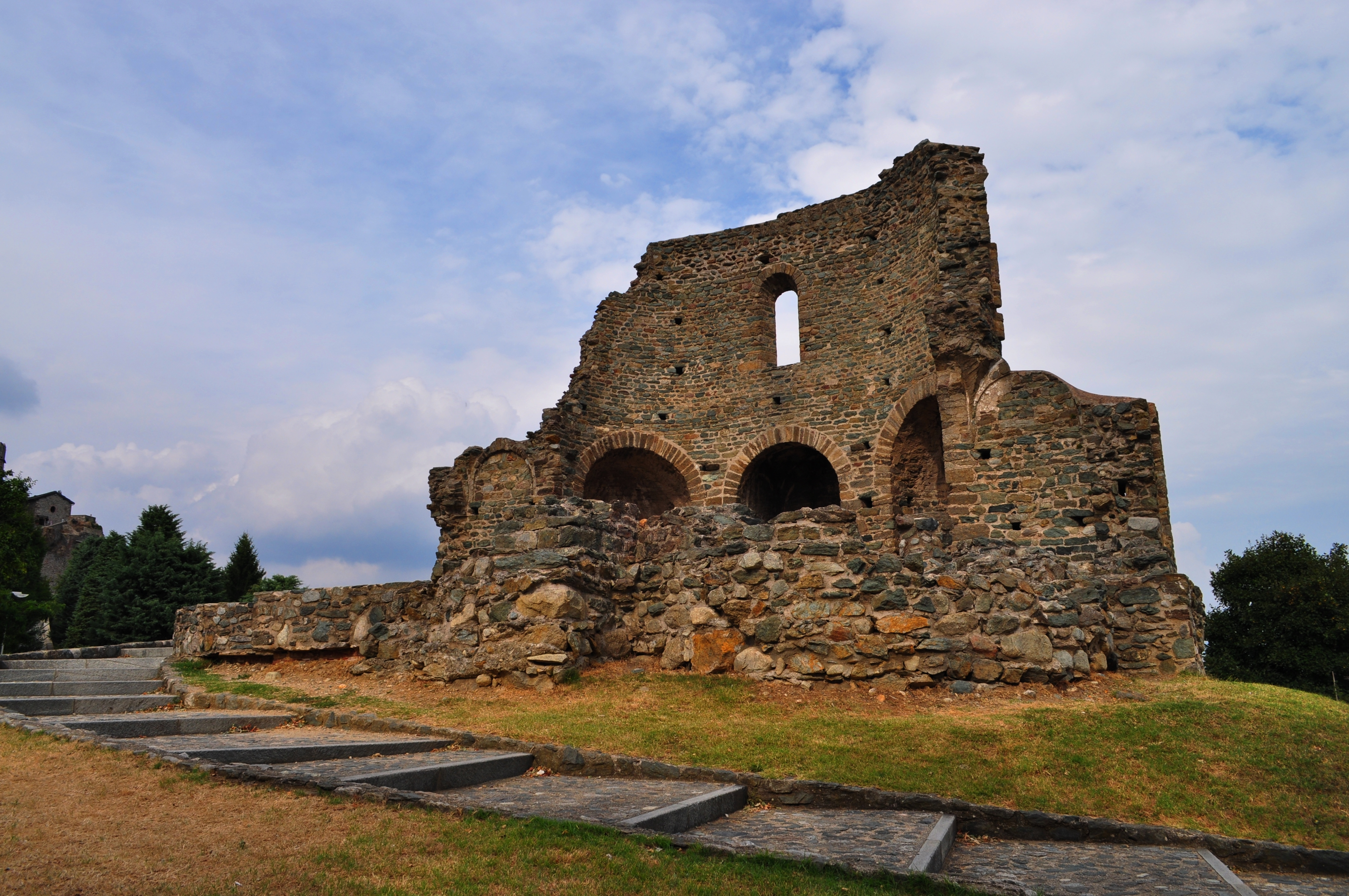
Могили монахів, сьогодні — руїни
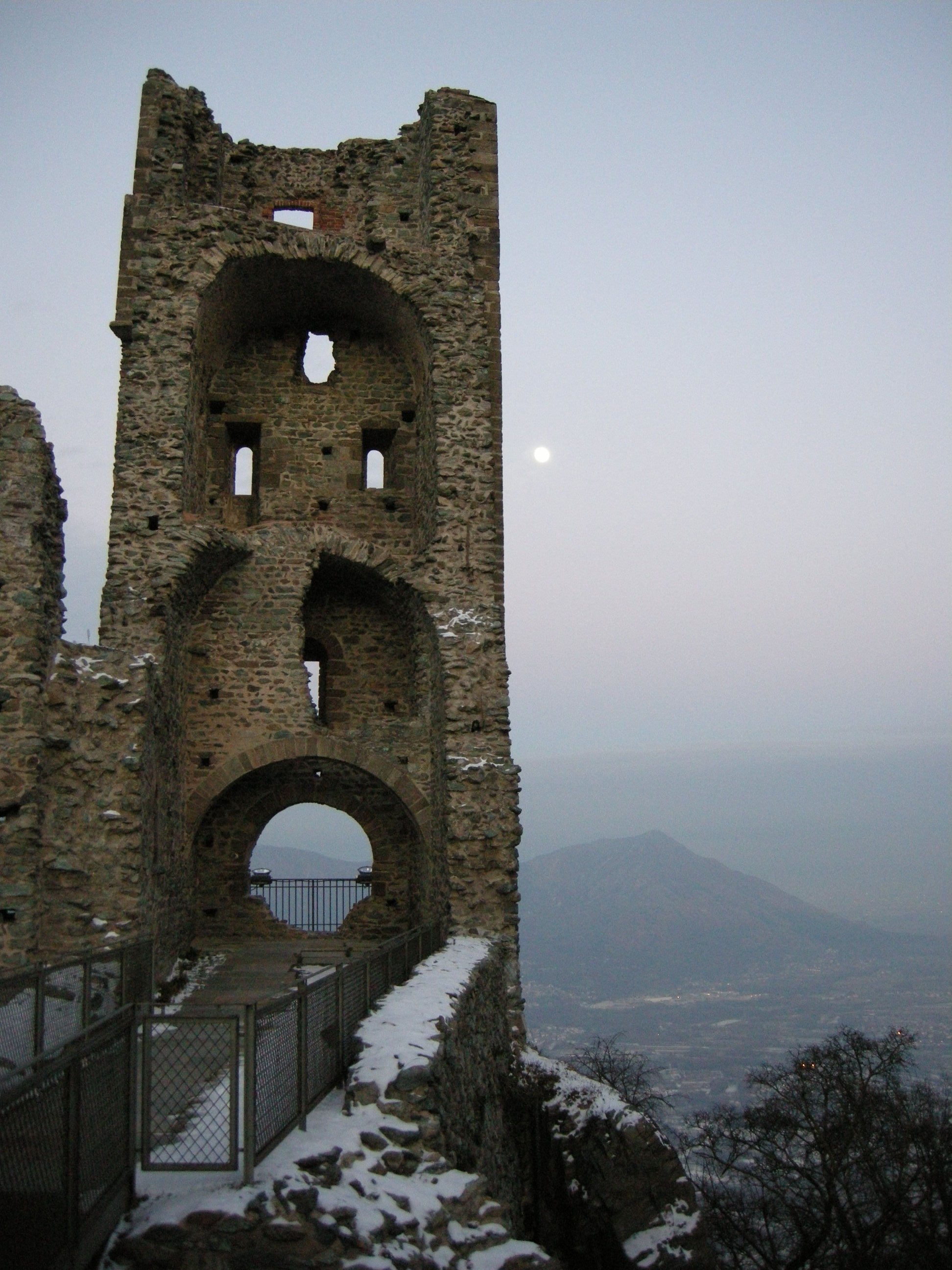
Вежа Бель Альда
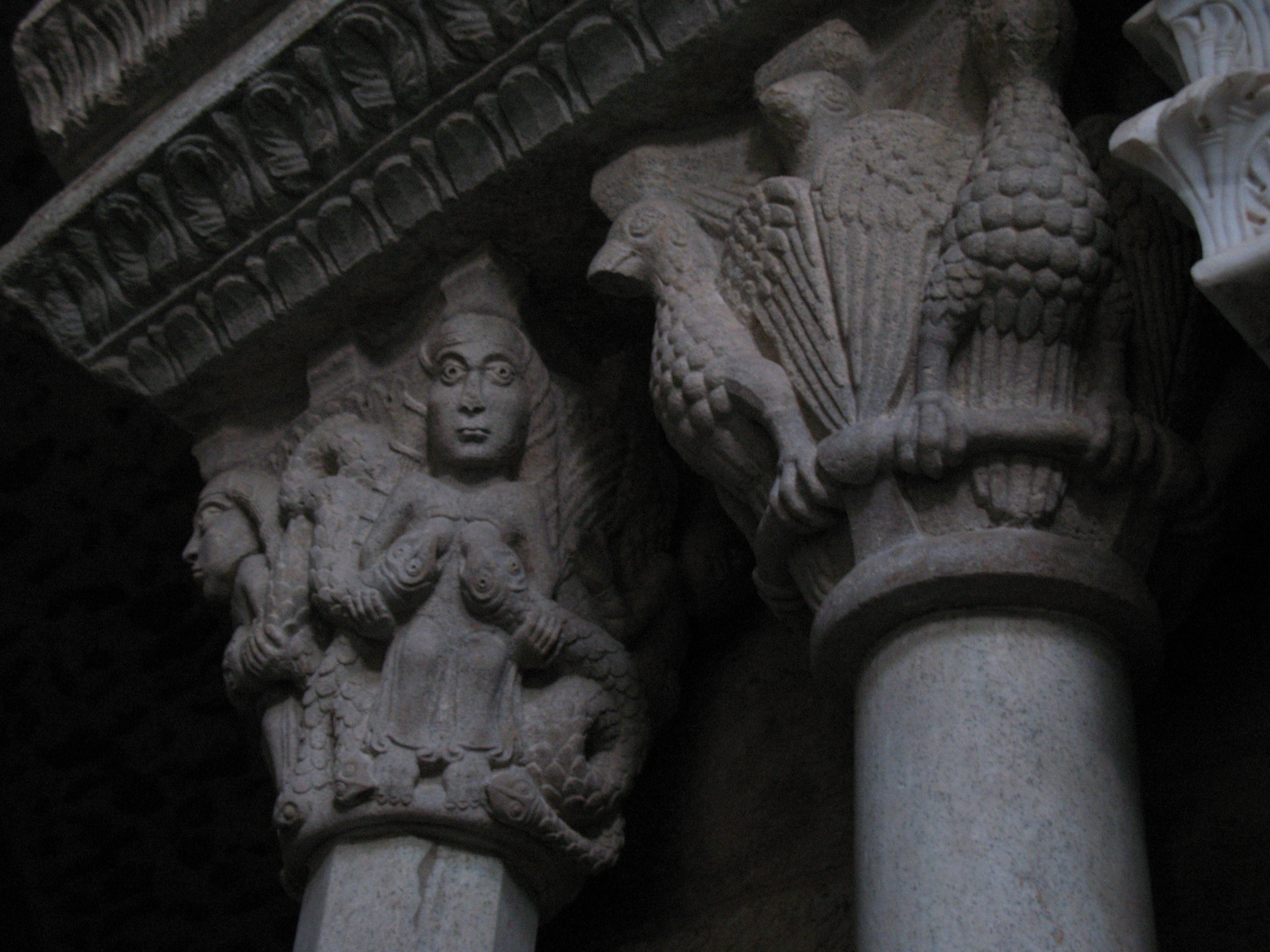
Деталь внутрішньої колонади Зодіакальних воріт
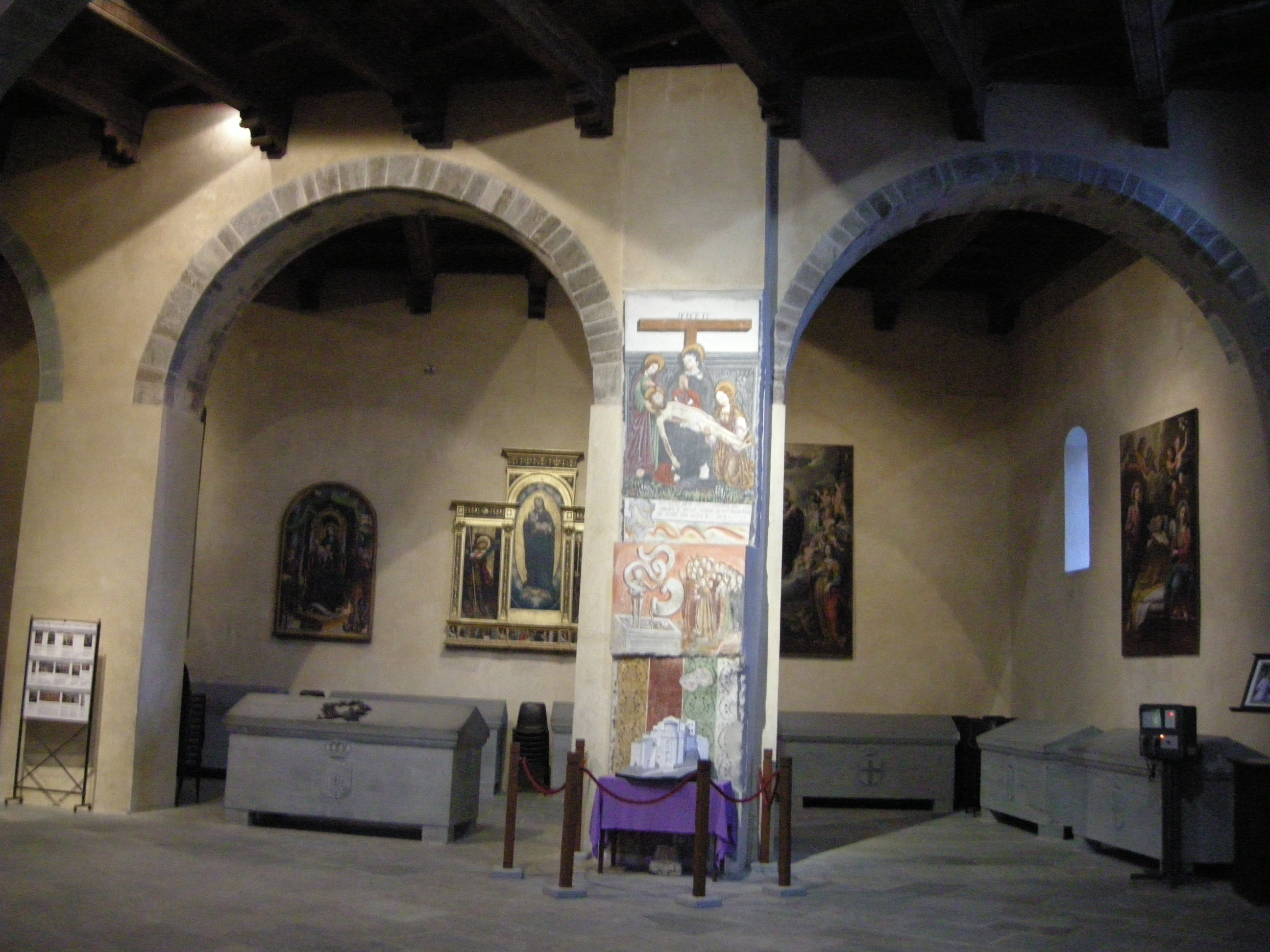
Il Coro Vecchio contornato da preziosi dipinti, tra cui il Trittico di Defendente Ferrari (1520 circa), e tombe di alcuni principi di casa Savoia
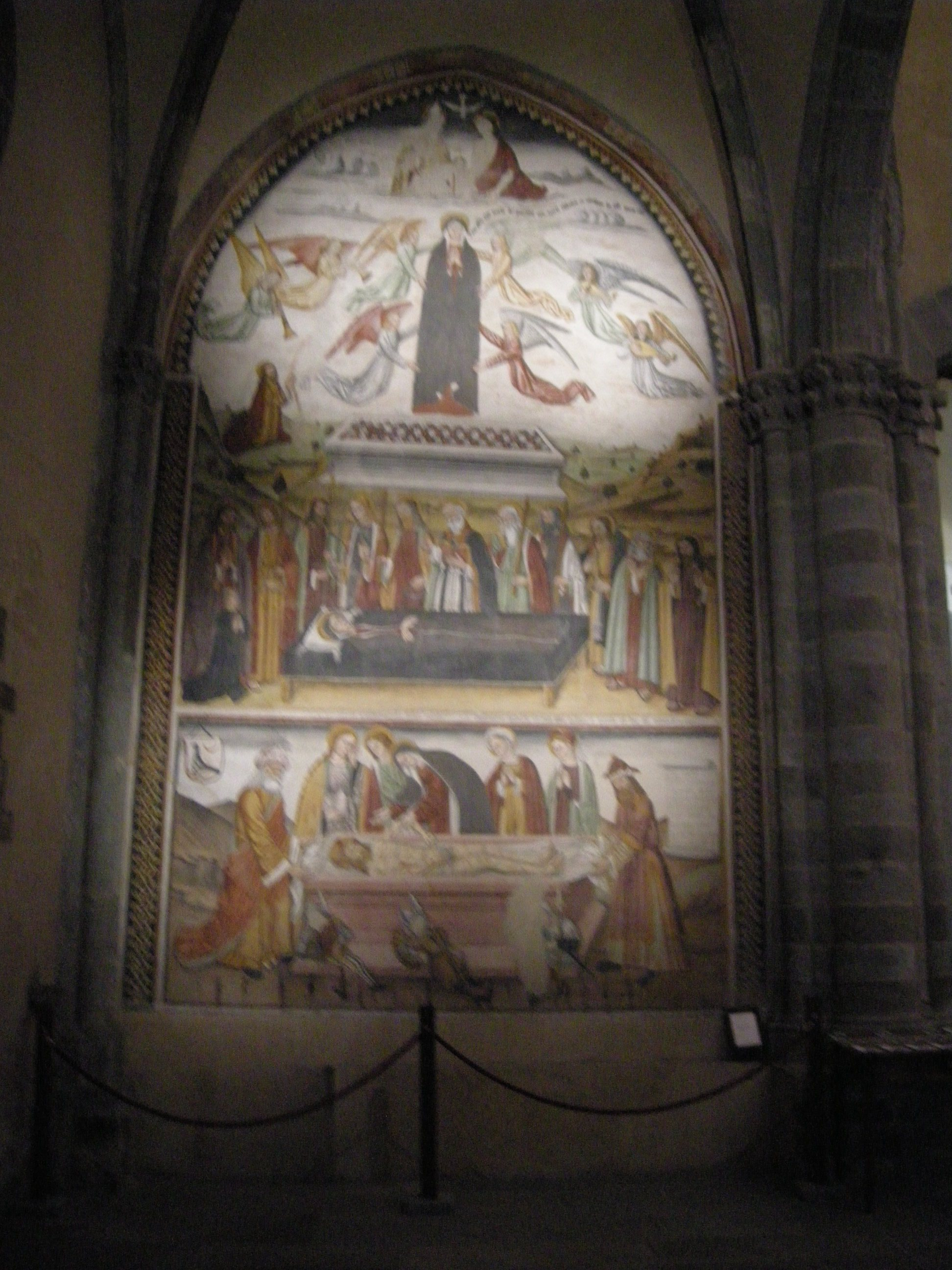
Grande affresco dell'Assunzione (1505) di Secondo Delbosco di Poirino
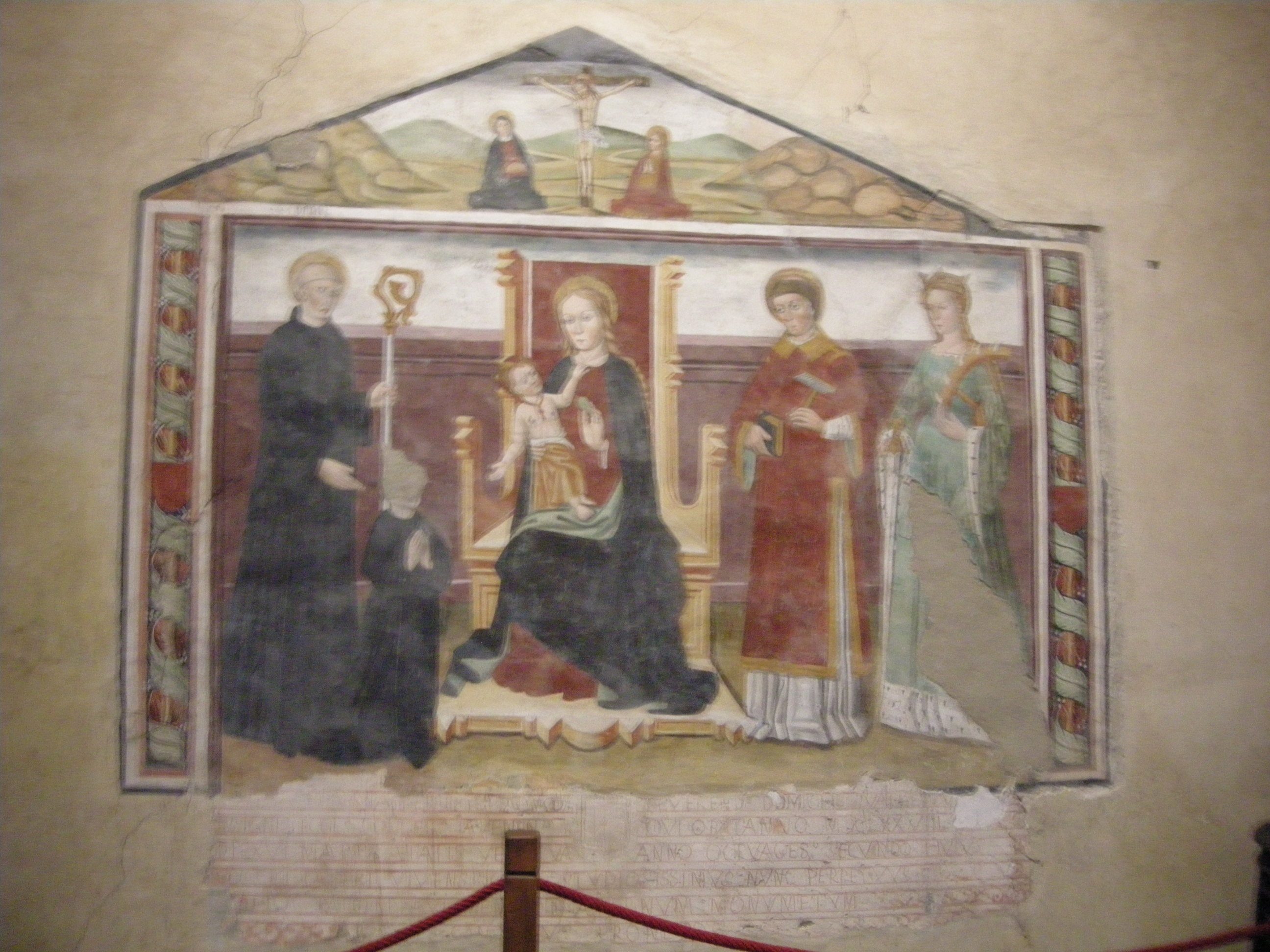
Мадонна делла Пера (кінець XV — початок XVI століття) Секондо Дельбоско ді Пуаріно та його учня
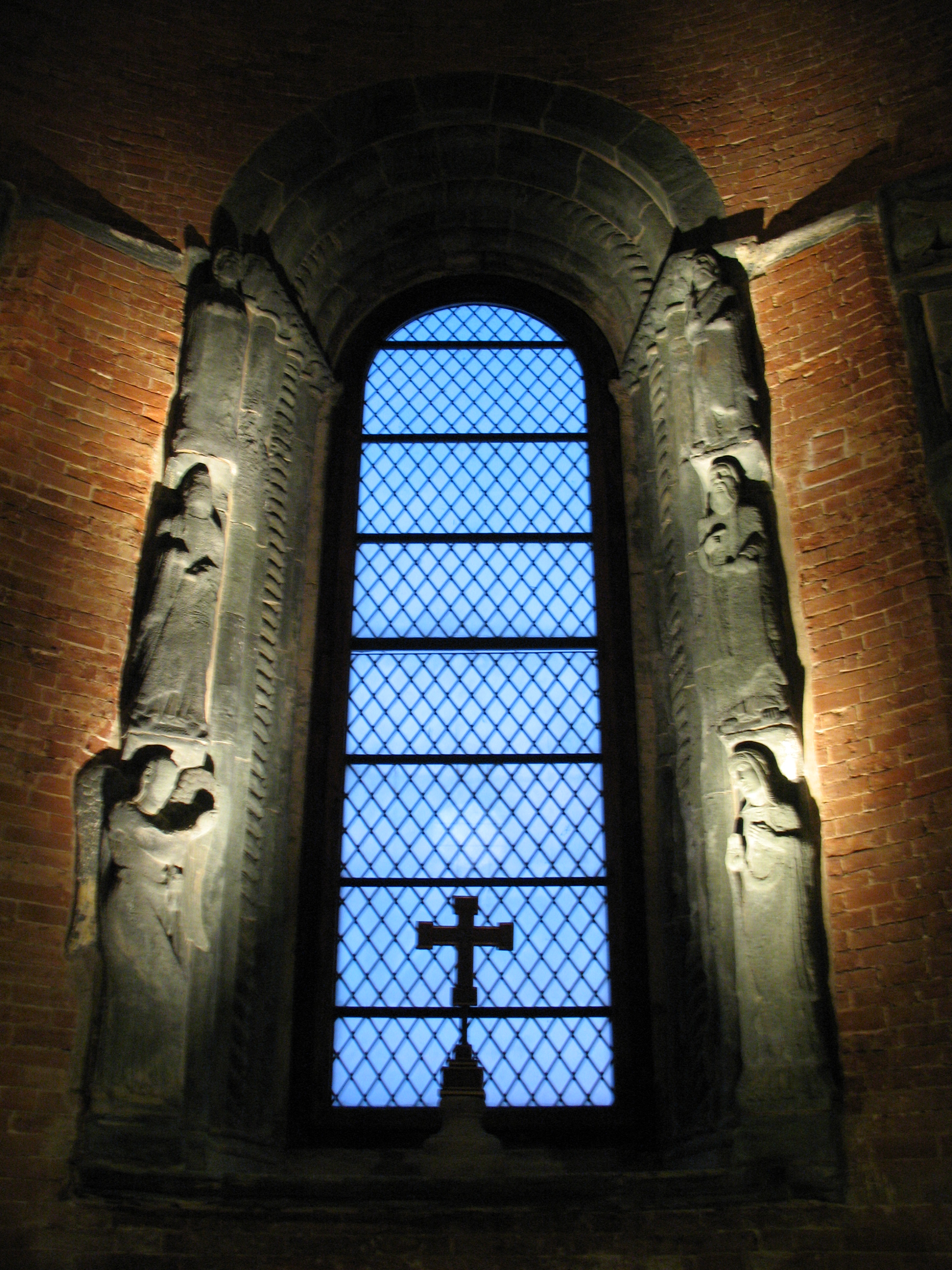
Вид на алтар
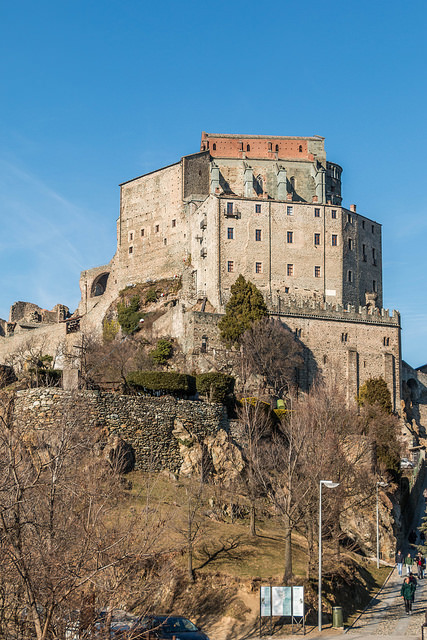
Сакра-ді-Сан-Мікеле, вид з так званої «Гробниці монахів»
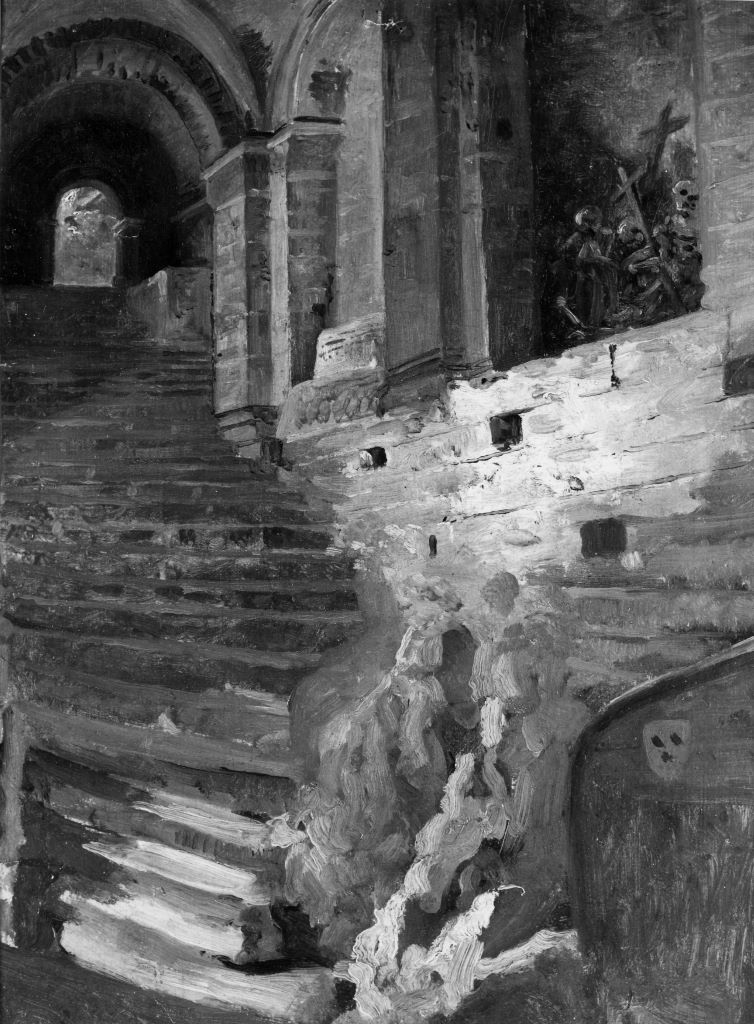
Сходи мертвих у Сакра-ді-Сан-Мікеле, Массімо д'Адзеліо, папір, олія, 1828–1829
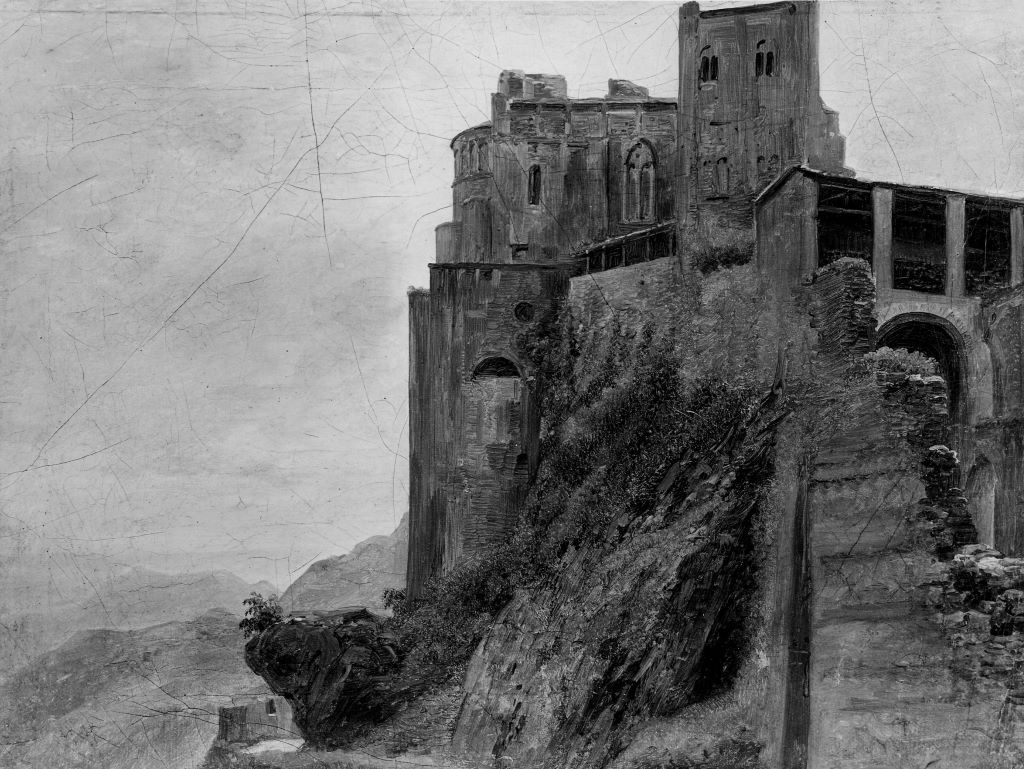
Studio per la Sacra verso settentrione, Massimo d'Azeglio, olio su tela, 1828–1829
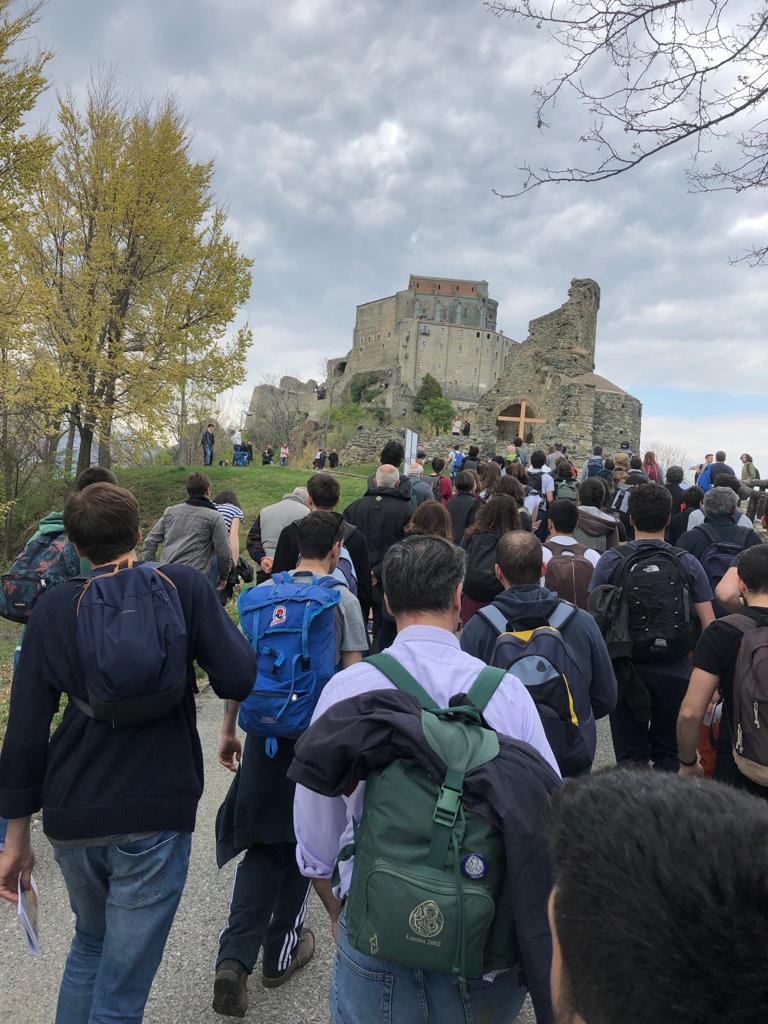
Сакра-ді-Сан-Мікеле, вид з так званої «Гробниці монахів»

## Інші проєкти
- Wikimedia Commons contiene immagini o altri file su Sacra di San Michele
- Wikivoyage contiene informazioni turistiche su Principali monumenti religiosi del Piemonte